# Greatest Hits (The Pretenders)
Greatest Hits è la seconda raccolta del gruppo The Pretenders, pubblicata nel 2000 dalla WEA.

## Tracce
1. Brass in Pocket
2. Message of Love
3. Don't Get Me Wrong
4. Kid
5. Human
6. I Go to Sleep
7. Forever Young
8. I Got You Babe
9. Night in My Veins
10. Spiritual High (State of Independence)
11. Talk of the Town
12. Stop Your Sobbing
13. Hymn to Her
14. 2000 Miles
15. Breakfast in Bed
16. Popstar
17. Middle of the Road
18. Thin Line Between Love and Hate
19. Back on the Chain Gang
20. I'll Stand By You